# Нова Оселица
Нова Оселица (словен. Nova Oselica) је насељено место у општини Горења Вас-Пољане, Горењска регија, Словенија.

## Историја
До територијалне реорганизације у Словенији била је у саставу старе општине Шкофја Лока.

## Становништво
У попису становништва из 2011. године, Нова Оселица је имала 17 становника.
| Број становника према пописима | Број становника према пописима | Број становника према пописима |
| ------------------------------ | ------------------------------ | ------------------------------ |
| 1991                           | 2002                           | 2011                           |
| 16                             | 17                             | 17                             |